# Lorenzo Frizzera
Lorenzo Frizzera (Rovereto, 6 maggio 1972) è un chitarrista italiano.

## Biografia
Formatosi da adolescente trascrivendo i grandi del jazz come Charlie Parker, Miles Davis e John Coltrane assieme ai giovani chitarristi della scuola di Boston, Pat Metheny, John Scofield, Mike Stern e Bill Frisell, si diploma al Centro Professione Musica di Milano. Durante un workshop Pat Metheny lo incoraggia e lo invita a considerare seriamente la possibilità di diventare un musicista professionista. Inizia così un'intensa attività concertistica da un lato come turnista pop – con Anna Oxa, Enzo Jannacci e Tullio De Piscopo – e dall'altro con “The Rhythm Factory” e “Horanueva”, band con cui approfondisce lo studio della musica etnica. Nel 2002 riapproda alla musica jazz e si unisce agli “Organ Logistics” di Alberto Marsico. Nel 2006 rappresenta l'Italia nella giuria internazionale dell'European Guitar Award, presieduta da Ralph Towner.
Tra le collaborazioni da segnalare vi sono quelle con alcuni giganti del jazz, Jimmy Cobb e Joey DeFrancesco, e quelle con Stefano Bollani, Paolo Dalla Porta, Stefano Battaglia e Ares Tavolazzi, alcuni tra i più significativi musicisti jazz italiani.
Nel 2008 in collaborazione con Heiko Jung e Matthias Eichhorn dà vita al Lorenzo Frizzera Trio con cui registra il CD "Everything Can Change"  e il CD "A Different Life". Significativo anche il duo sperimentale con il batterista Carlo Alberto Canevali “Godzilla in Wonderland”.

## Strumentazione
Accanto alla strumentazione tradizionale, si avvale anche di live electronics, campionamenti in tempo reale e loop effettuati tramite il computer. Interessante anche l'utilizzo della chitarra preparata: il posizionamento di vari oggetti (viti, nastro adesivo, plastica, molle, pezzi di gomma, tappi di sughero o di alluminio) tra le corde al fine di ottenere sonorità inconsuete.

## Discografia selezionata

### Album
- 2014 - A Different Life, UpDoo Music
- 2010 - Home, nBn
- 2009 - Everything Can Change, Organic Music[16]
- 2004 - Il Re Dei Gatti, CPM Records

### Collaborazioni principali
- 2009 - Carlo Alberto Canevali & Lorenzo Frizzera, Godzilla in Wonderland, Nbn Records
- 2006 - Organ Logistics, The B Side Of The Fish, Limen Music
- 2006 - Organ Logistics and Jesse Davis, Take A Walk On The Moon, Organic Music
- 2005 - Stefano Bollani, Gente In Cerca Di Nuvole, Lol Productions
- 2005 - Anna Oxa, La Musica Niente Se Tu Non Hai Vissuto, EMI
- 2004 - Organ Logistics, Organ Logistics, Organic Music
- 2000 - New Project Jazz Orchestra, Onde Mediterranee, Velut Luna[17]
- 2000 - Horanueva, Folegandros, Halidon
- 1998 - Alessandro Zampini, Princess, Newport
- 1997 - Paolo Pellegatti, Natura Mediterranea, Azzurra
- 1995 - New Project Jazz Orchestra, Across The Beatles Universe, Cdpm/Lion
- 1995 - Tullio De Piscopo, Zatucurtai, Fonit Cetra